# Tórshavn
Tórshavn (in danese Thorshavn) è la capitale delle Isole Fær Øer.
Si trova a sud dell'isola di Streymoy, tra le colline Húsareyn e Kirkjubøreyn. La popolazione della città nel 2019 era di 19 165 abitanti (21.926 nell'intero comune nel 2020), circa il 42% dell'intera popolazione dell'arcipelago.
Il nome Tórshavn significa "porto di Thor". Fondata nel X secolo, può essere considerata la capitale più vecchia dell'Europa settentrionale. I primi coloni vichinghi vennero a Tórshavn per incontri annuali, in cui si trattavano questioni commerciali.
La città divenne il centro del monopolio commerciale dell'isola che significava che era il solo posto, per gli isolani, dove acquistare e vendere beni fino al 1856, quando è stato abolito il monopolio del commercio delle isole, lasciandola aperta al libero commercio.

## Geografia fisica
Centro amministrativo, economico e culturale delle isole Faer Øer, Tórshavn è situata nel centro dell'arcipelago, e dalla città si può raggiungere in giornata qualsiasi angolo del Paese grazie a un ben sviluppato sistema di autobus e traghetti.
Il territorio del comune comprende una larga porzione di Streymoy e le isole di Hestur, Koltur e Nólsoy. Oltre al centro principale di Tórshavn vi sono altre quindici località: Argir (comune autonomo fino al 1996), Hestur (comune autonomo fino al 2004), Hoyvík, Hvítanes, Kaldbak, Kaldbaksbotnur (comune autonomo fino al 1976), Kirkjubøur (comune autonomo fino al 2004), Kollafjørður, Koltur, Mjørkadalur, Nólsoy (comune autonomo fino al 2004), Norðradalur, Sund, Syðradalur e Velbastaður.
Tórshavn si trova a meno di cinque gradi dal circolo polare artico, il che comporta una grande influenza stagionale nelle ore di luce e di buio.

Il 21 giugno il sole sorge alle 03:35 e tramonta alle 23:20, mentre le quattro ore circa in cui la nostra stella non è visibile sono comunque caratterizzate da una vivida luce crepuscolare; più nello specifico, il sole non scende mai più di sei gradi sotto l'orizzonte all'incirca dalla fine di maggio alla metà di luglio, garantendo (in caso di cielo sereno) una luminosità naturale anche nelle ore notturne.

Il 21 dicembre invece il sole sorge alle 09:50 e tramonta alle 15:00, alzandosi di pochi gradi sull'orizzonte e permeando l'ambiente con una timida luce oro-arancione; alba e tramonto sono comunque molto lenti, e se il tempo è bello c'è luce dalle 08:45 alle 16:00. Tuttavia l'aurora boreale permette di rischiarare alcune delle lunghe notti di quel periodo.

## Storia

### Storia antica
Secondo la Saga dei faroesi, gli emigranti che hanno lasciato la Norvegia per fuggire alla tirannia di Harald I di Norvegia si insediarono nelle isole circa la fine del IX secolo. I coloni vichinghi istituirono un proprio Parlamento chiamato ting. Il principale ting è stato stabilito sulla Tinganes a Tórshavn nell'825 d.C. Tinganes è la penisola che divide il porto in due parti: Eystaravág e Vestaravág. Il ting è stato seguito da un mercato che è gradualmente cresciuto in una zona di scambio permanente.
Per tutto il Medioevo la penisola ha costituito la parte principale di Tórshavn. A differenza del resto dei villaggi Faroesi, Tórshavn non è mai stata una distinta comunità agricola. Sotto il dominio norvegese e successivamente danese, i funzionari di governo hanno fatto di Tórshavn la loro casa. Questo, insieme al fatto che Tórshavn divenne il centro del monopolio commerciale, ha influenzato lo sviluppo in una direzione diversa.

### 1500 - 1800

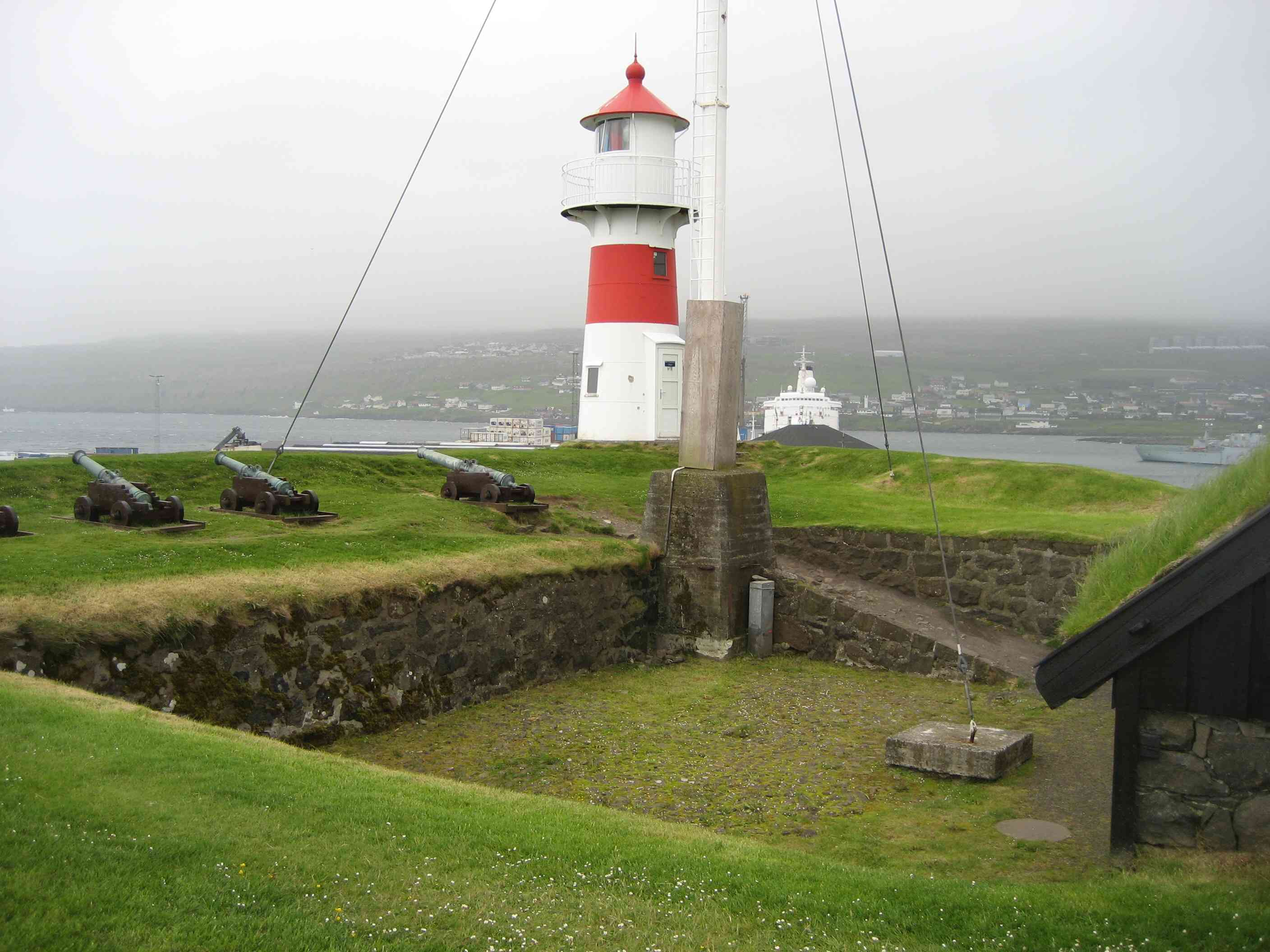
La fortificazione di Skansin

Quando gli attacchi dei pirati divennero abbastanza frequenti, nelle isole Faer Øer divenne una priorità proteggere la città e il suo commercio. Circa nel 1580 una piccola fortezza, Skansin, fu costruita dall'eroe navale e commerciale Faeroese Magnus Heinason a nord del porto. Successivamente piccole fortificazioni vennero costruite a Tinganes.
Tórshavn nel 1584 aveva 101 abitanti. La popolazione era stata divisa in tre gruppi: gli agricoltori e le loro famiglie, i commercianti e i funzionari di governo.
Le persone che non possedevano terreni, e che non appartenevano agli altri gruppi, furono mandati a fare la guardia sul Skansin senza essere pagati, e per sopravvivere dipendevano dalla elemosina degli agricoltori. A causa di questa situazione penosa Tórshavn era considerato un posto sgradevole. La fuga verso la pesca divenne l'attività principale.
Nel 1655 il re Federico III di Danimarca, trovò nelle Isole Fær Øer il suo statista preferito, Kristoffer Gabel, e concesse a lui ed alla famiglia amplissimi privilegi. Il governo della famiglia von Gabel, 1655-1709, è noto come Gablatíðin. È il capitolo più buio della storia di Tórshavn. L'amministrazione dei Gabel oppresse gli isolani in vari modi. Il monopolio del commercio era in mano della famiglia ed usato per soddisfare le esigenze di questa, e non per soddisfare le esigenze dei faroesi, in una sorta di dominio feudale. I produttori di beni per la città, soprattutto agricoli, venivano pagati a prezzi imposti dal governo. Ugualmente erano controllate e limitate dal governo le importazioni.
Nel 1673 Tinganes fu devastata da un incendio. Le documentazioni storiche dei Faroesi in mano ai Gabel andarono perdute.
Ci fu un miglioramento delle condizioni a Tórshavn quando il monopolio del commercio divenne un monopolio reale, nel 1709. Il monopolio reale forniva merci da Copenaghen a Tórshavn tre volte l'anno. Pertanto Tórshavn ebbe più contatti con il mondo esterno rispetto agli altri villaggi. Tuttavia, nel 1709 Tórshavn venne colpita da un'epidemia di vaiolo, che uccise quasi tutta la popolazione. La città aveva raggiunto in quel momento una popolazione di 250/300 abitanti. 
Da quel momento Tórshavn ricominciò a svilupparsi in una piccola cittadina in lenta espansione.
Dal 1768 e per 20 anni, a Niels Ryberg venne permesso di portare avanti un ruolo di "commerciante", che in realtà fu principalmente basato sul contrabbando con l'Inghilterra. Grazie a questo, finalmente i magazzini di Tórshavn si riempirono di merci, ed i prezzi si abbassarono. Lo spirito commerciale di Ryberg però fu anche quello di comprendere che i magazzini pieni di merci non servivano a nulla se non c'erano i soldi per acquistarle, e quindi incoraggiò un traffico commerciale del pescato soprattutto con l'estero, creando così un ricco ceto commerciale peschereccio che induceva ricchezza anche nel resto della popolazione. Il commercio del pesce divenne in seguito la principale risorsa delle isole.

### 1800 - presente

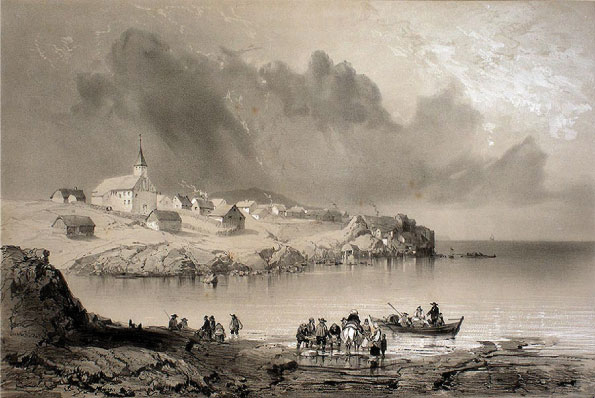
Tórshavn nel 1839 di Barthélemy Lauvergne

Nel 1856 ogni tipo di monopolio fu abolito, il libero commercio giunse nelle Isole e aprì le isole Fær Øer al mondo e trasformò l'economia. Tutti i terreni agricoli furono dati in affitto alla popolazione, e furono resi acquistabili dai contadini che li coltivavano. Tale riforma sollevò immediatamente la produttività ed il livello di vita delle persone.
Da quel momento la popolazione iniziò a crescere in maniera decisa.
Nel 1866 Tórshavn ebbe un Consiglio Comunale. La città è sempre stata il centro più importante e "capitale" delle Isole Fær Øer. Nel 1909, Tórshavn divenne una "città mercantile" con prerogative simili a quelle danesi.
Dal 1941 al 1945 fu occupata dagli inglesi dopo l'invasione della Danimarca ad opera dei tedeschi.
Tórshavn oggi è prospera e piena di attività. Nel 1974 i villaggi vicini Hoyvík e Hvítanes sono entrati a far parte della città e poi del comune. Kaldbak nel 1978, Argir nel 1997, Kollafjørður nel 2001 e, infine, nel 2005 Kirkjubøur, Hestur e Nólsoy sono diventate frazioni di Tórshavn. Il governo Faroese si trova nella penisola di Tinganes, a Tórshavn. Il parlamento, il Løgting, che originariamente era decentrato sulla Tinganes, è stato trasferito nella piazza centrale della città nel 1856.
La vecchia Cattedrale di Tórshavn fu costruita nel 1788, e poi in parte ricostruita nel 1865. Dal 1990 è Sede Vescovile delle Isole Fær Øer, a capo della Chiesa nazionale delle Fær Øer dal 2007.

## Monumenti e luoghi d'interesse

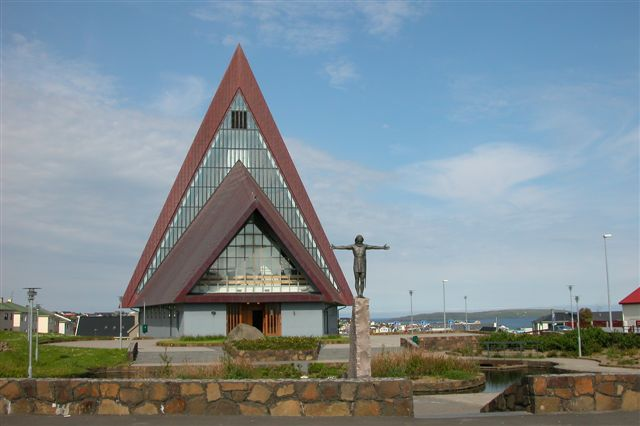
Vesturkirkjan con l'opera d'arte di Hans Pauli Olsen

- Tinganes, la parte vecchia della città, è ancora costituita da piccole case di legno. La più antica risale a 500 anni fa.
- Duomo di Tórshavn, la seconda chiesa più antica del paese.
- Porto di Tórshavn
- Skansin e le sue fortificazioni
- Listasavn Føroya, museo d'arte faroese
- La chiesa, Vesturkirkjan, con, al di fuori, opere d'arte di Hans Pauli Olsen.
- La casa nordica delle Isole Fær Øer, la più importante istituzione culturale nelle isole.
- Il museo storico a Hoyvík, con tutti i suoi tesori.
- Il Museo di Storia Naturale, con un piccolo giardino botanico con 150 piante Faeroesi.
- Kirkjubøur, il più importante paese storico.

## Società

### Istituzioni
- Løgting e Landstýrið, sono il parlamento e il palazzo di governo faroese, con tutte le sue istituzioni nazionali.
- Università delle Isole Fær Øer, situata presso gli archivi nazionali, un collegio di navigazione, un collegio docenti, ecc.
- Postverk Føroya, è il servizio postale delle Isole Fær Øer.
- 12 paesi dispongono di un console a Tórshavn: Brasile, Finlandia, Francia, Germania, Grecia, Paesi Bassi, Islanda, Italia, Norvegia, Russia, Regno Unito e Svezia.

## Amministrazione

### Gemellaggi
- Copenaghen
- Helsinki
- Nuuk
- Riolunato
- Oslo
- Reykjavík
- Stoccolma

## Sport
La città è sede delle squadre di calcio dell'HB e del B36, le due società principali che hanno preso parte anche alla Coppa UEFA e alla Champions League. Lo stadio è il Gundadalur (8000 spettatori), che ospita anche le partite della nazionale di calcio. Nella stagione 2013-2014 la squadra EB Streymur battendo 5-1 i Lusitanos di Andorra La Vella è riuscita a superare il primo turno di qualificazione in una competizione europea per poi essere eliminata al turno successivo.

## Galleria d'immagini

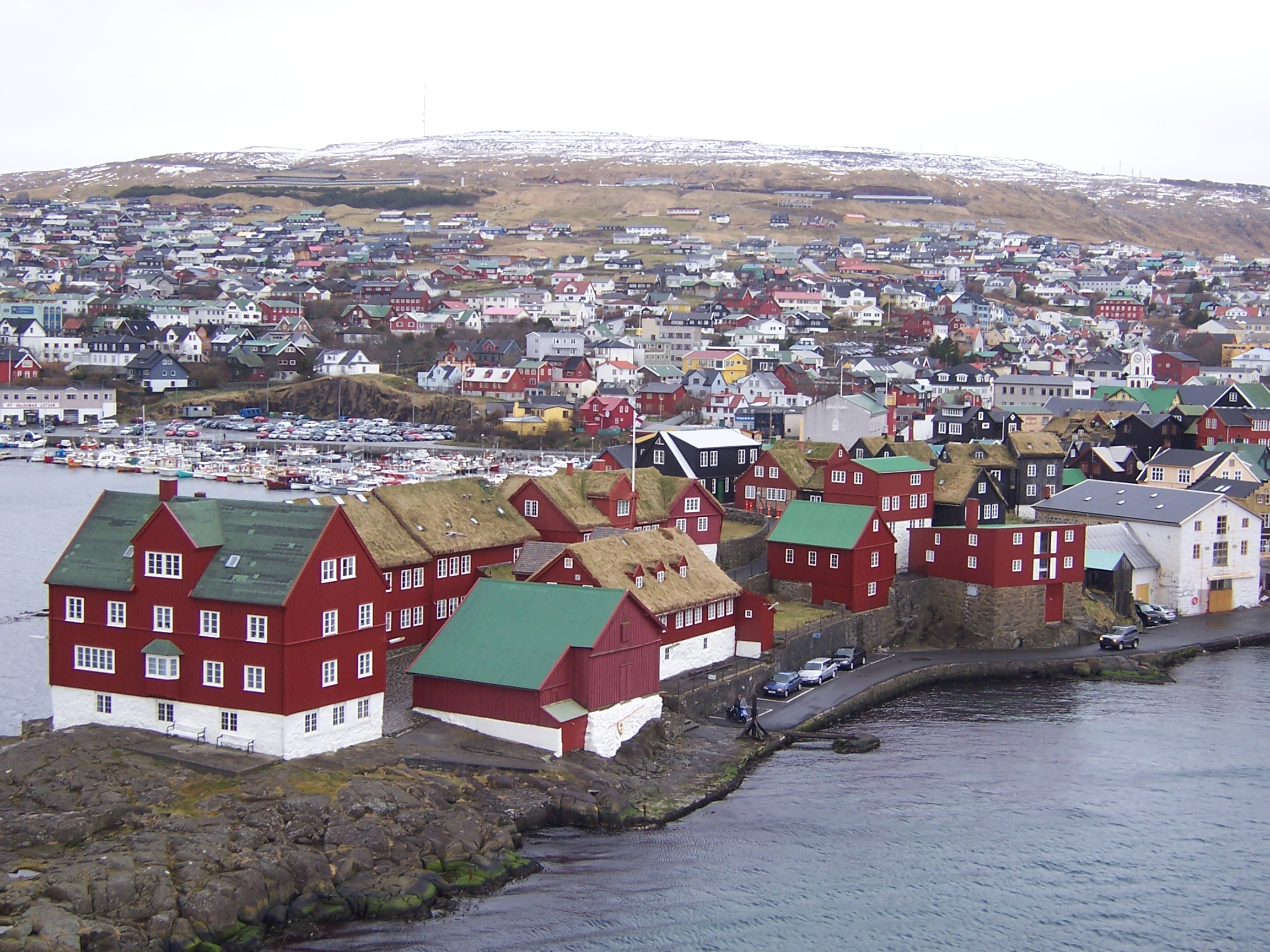
Capo Tinganes con le sue costruzioni
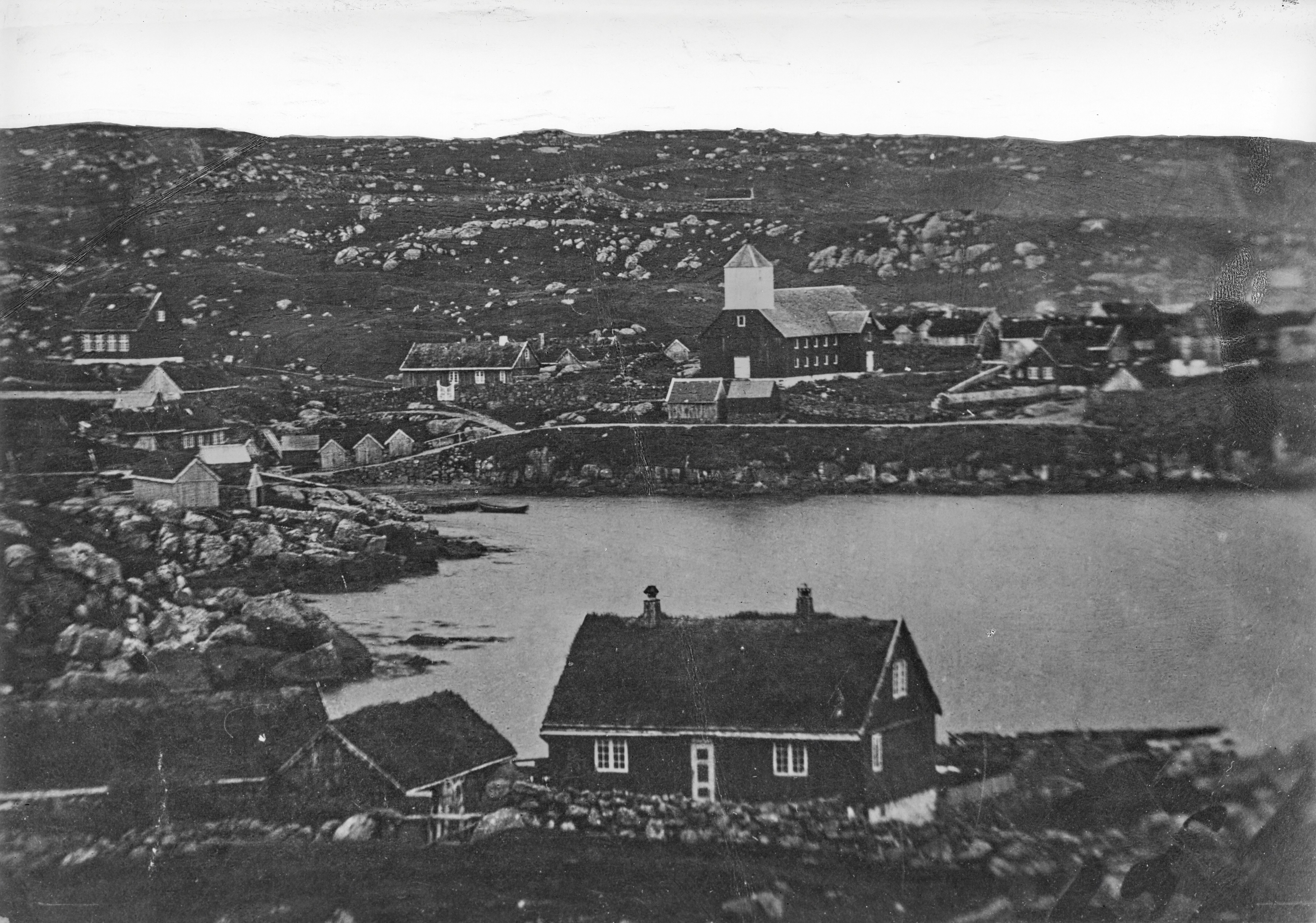
Il Løgting, il parlamento faroese, nel 1864
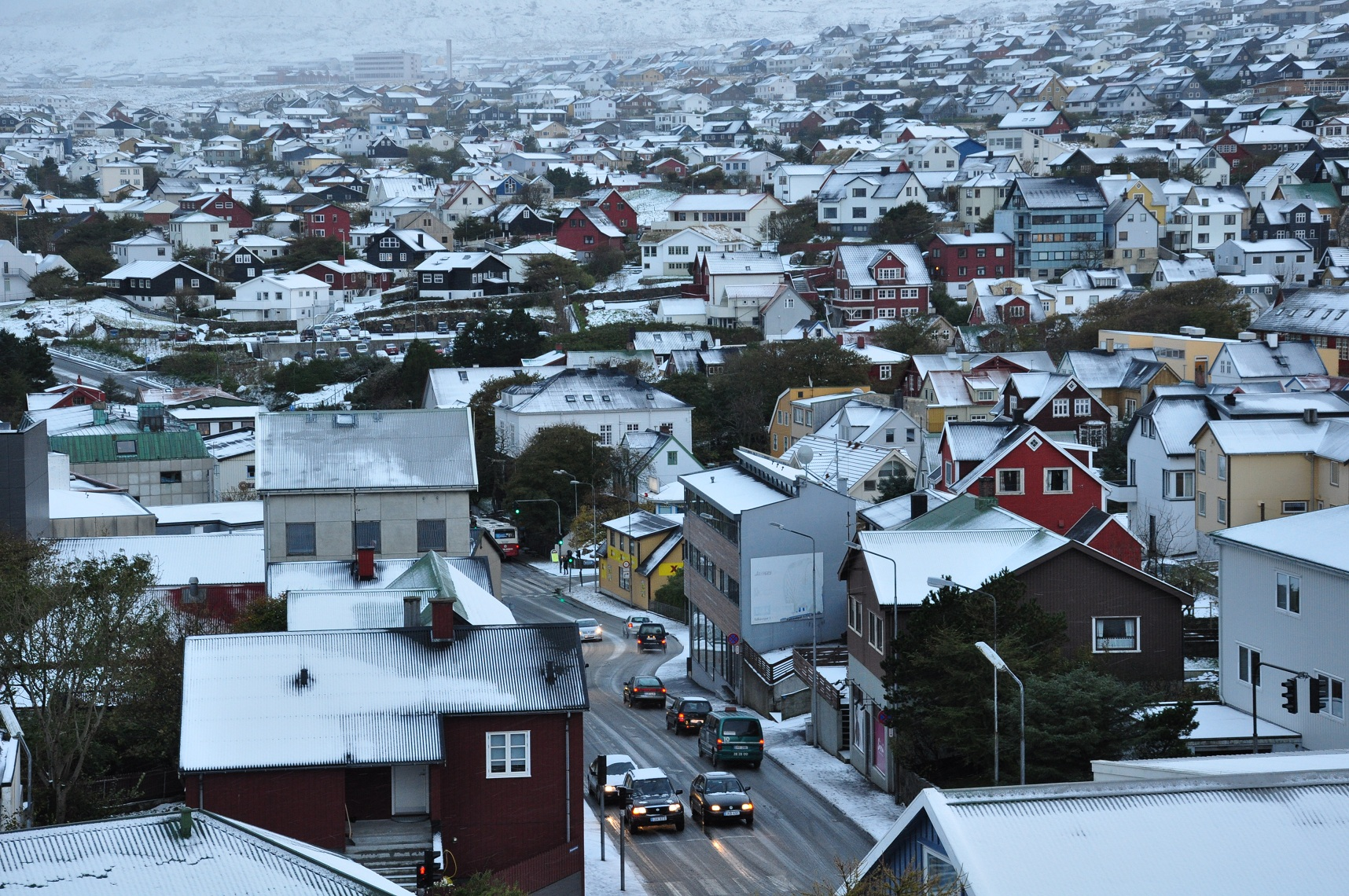
Vista del centro
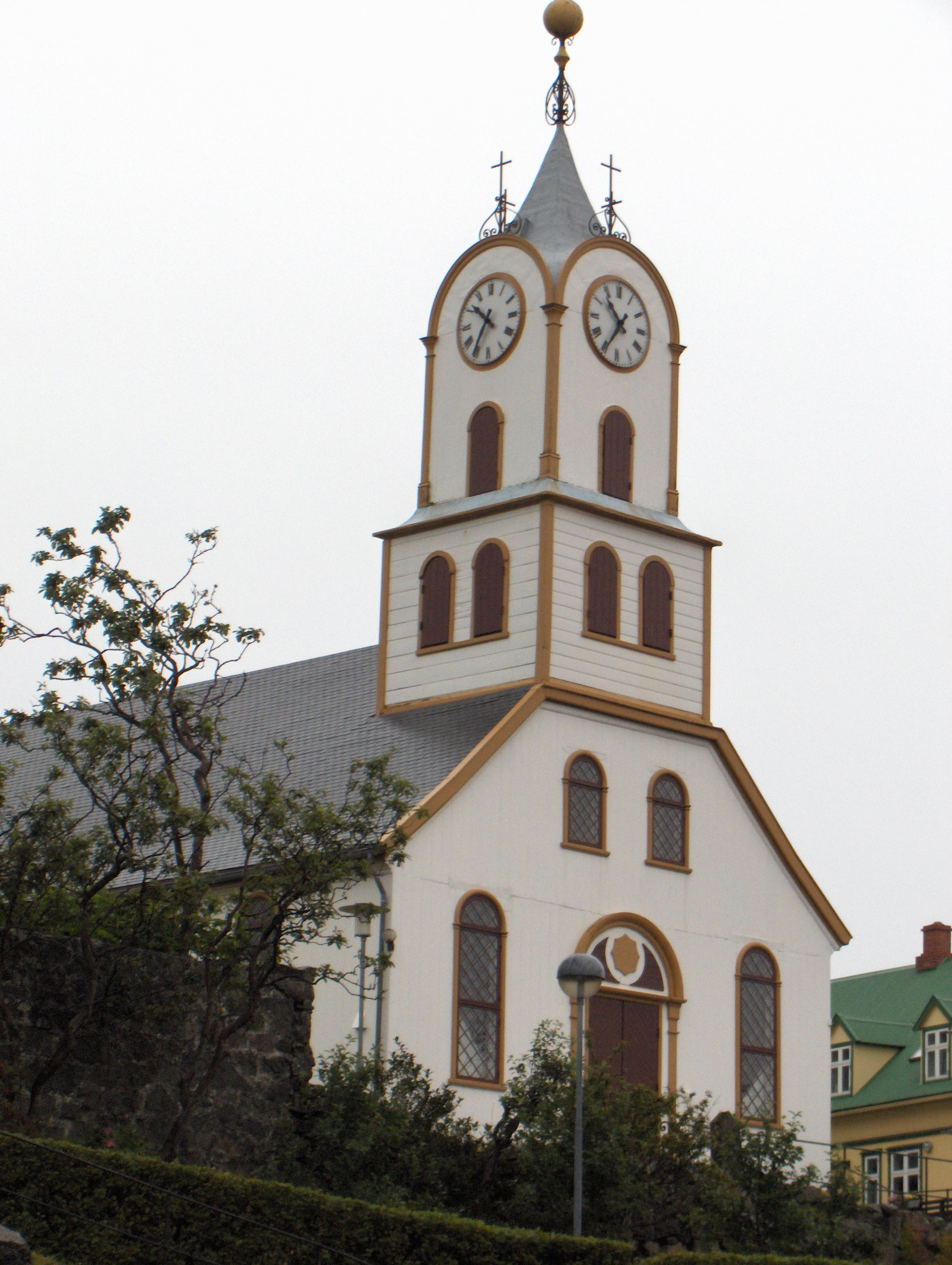
La Cattedrale di Tórshavn
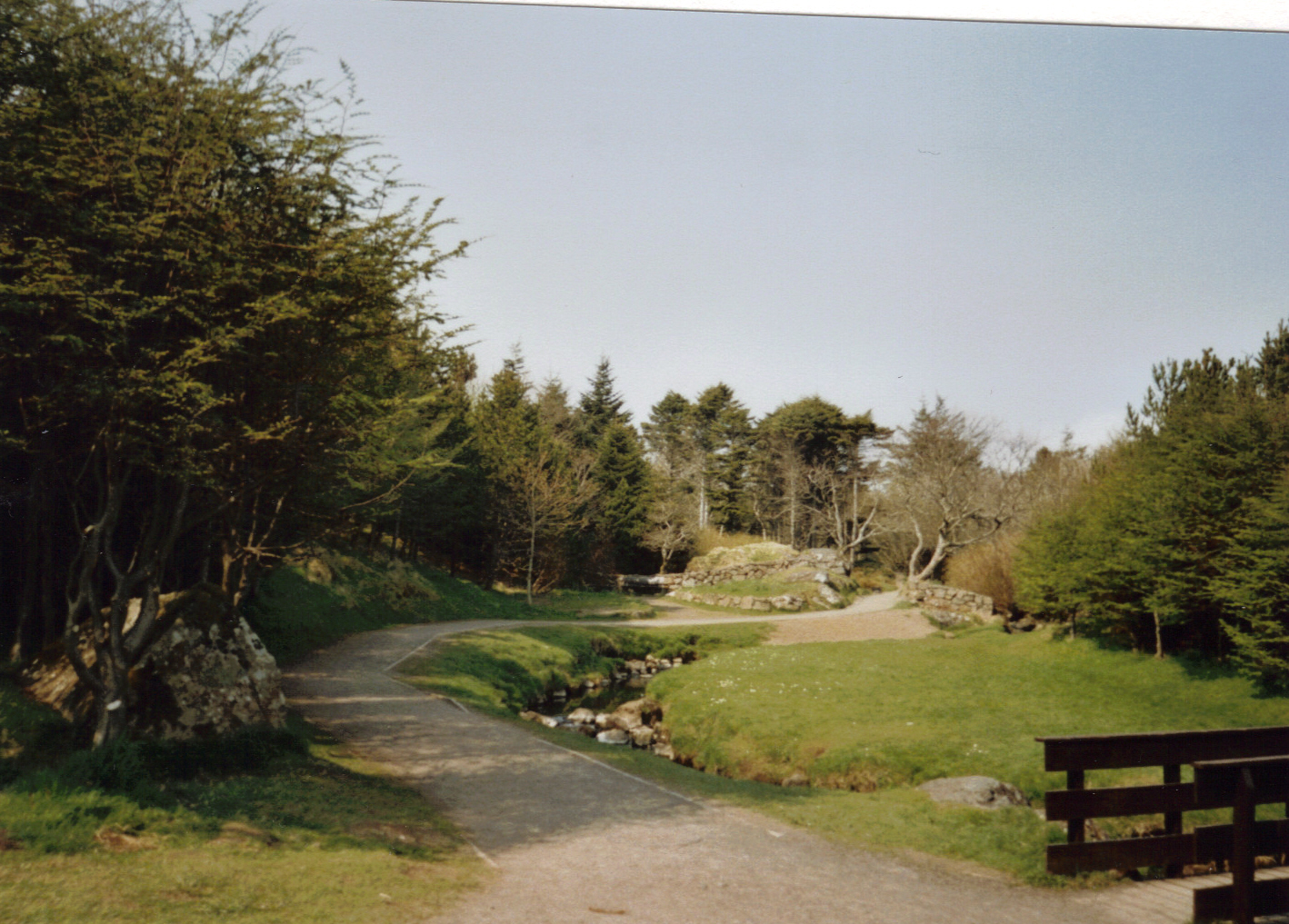
Il parco municipale
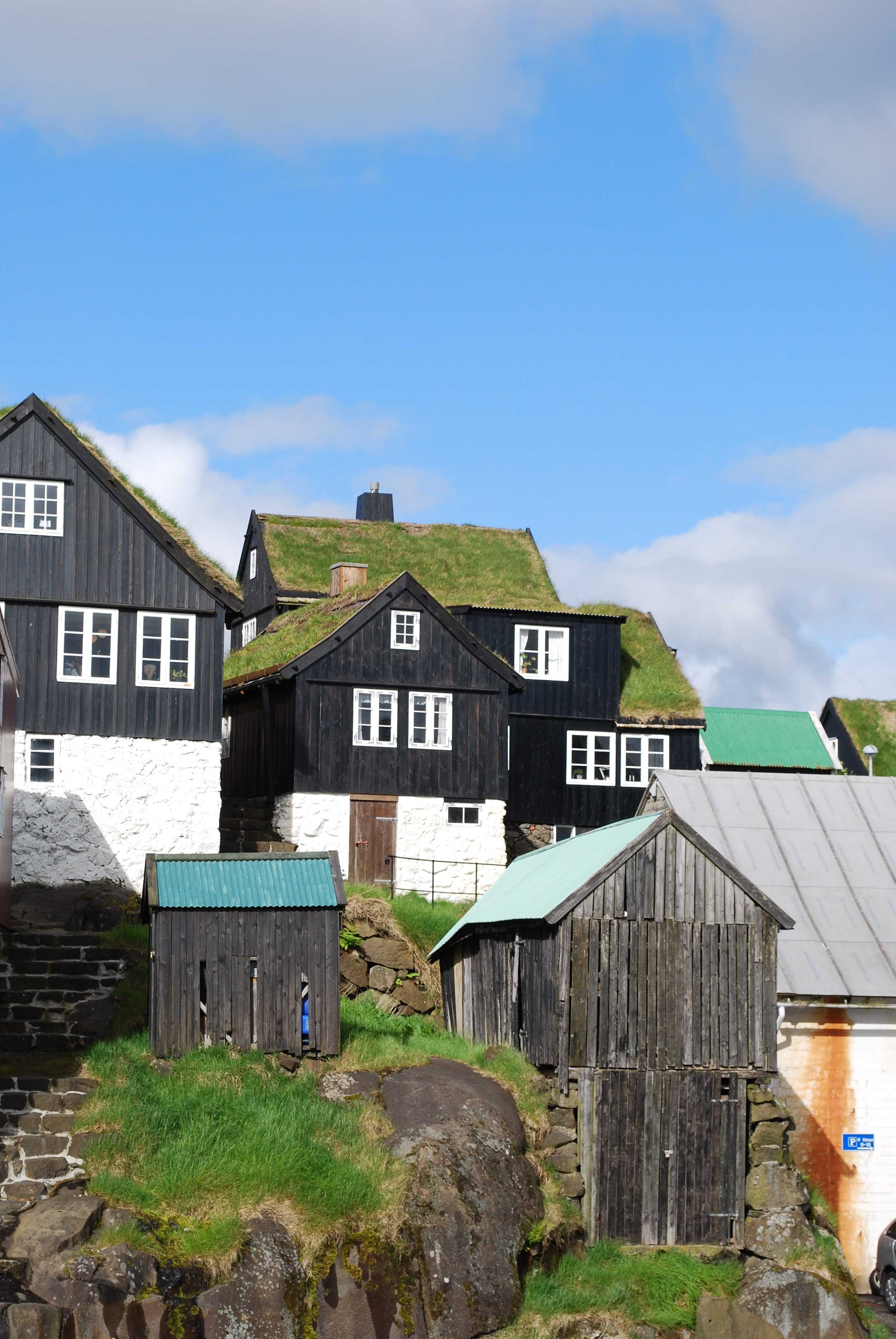
La vecchia borgata
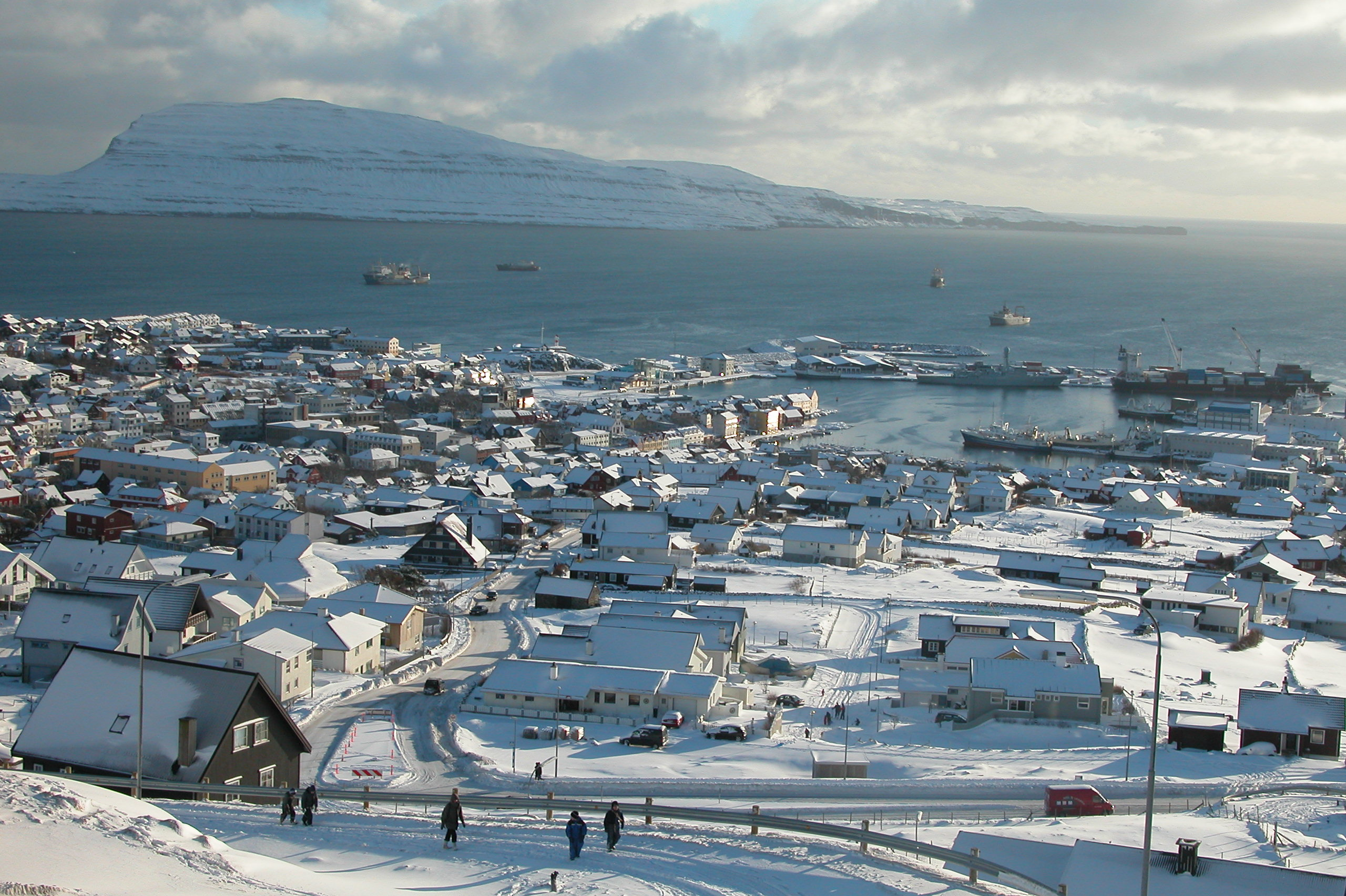
Tórshavn in inverno